# Mimosa ekmanii
Mimosa ekmanii är en ärtväxtart som beskrevs av Ignatz Urban. Mimosa ekmanii ingår i släktet mimosor, och familjen ärtväxter. Inga underarter finns listade i Catalogue of Life.